# Gangaw District
Gangaw District är ett distrikt i Myanmar.   Det ligger i regionen Magwayregionen, i den centrala delen av landet, 300 km nordväst om huvudstaden Naypyidaw.